# Komet Petriew
Komet Petriew ali 185P/Petriew je periodični komet z obhodno dobo okoli 5,5 let.

 Komet pripada Jupitrovi družini kometov. Spada tudi med blizuzemeljska telesa (NEO) . 

## Odkritje
Komet je odkril 10. avgusta 2001 kanadski ljubiteljski astronom Vance Avery Petriew na Cypress Hillsu, Saskachewan, Kanada.  Komet je opazil med opazovanjem na Saskatchewan Summer Star Party.

## Lastnosti
V času odkritja je komet imel magnitudo 11. V letu 1982 se je komet zelo približal Jupitru (na razdaljo 1,5 a.e.)